# Leucadendron floridum
Leucadendron floridum är en tvåhjärtbladig växtart som beskrevs av Robert Brown. Leucadendron floridum ingår i släktet Leucadendron och familjen Proteaceae. Inga underarter finns listade i Catalogue of Life.